# Puntig buiswier
Puntig buiswier (Polysiphonia senticulosa) is een roodwier uit de klasse Florideophyceae. De wetenschappelijk naam van deze soort werd in 1862 voor het eerst geldig gepubliceerd door de Britse bioloog William Henry Harvey.

## Kenmerken
Puntig buiswier is donderrood van kleur en kan tot 30 cm grote bossen vormen van talrijk opgaande filamenten. De thallus (plantvorm) bestaat uit kruipende assen met daaruit vele zijtakken. De takken zijn dun (met een diameter van minder dan 2 mm) en cilindrisch van vorm. Een onderscheidende kenmerk van puntig buiswier zijn de scherp gepunte uiteinden van sommige of alle zijtakjes.

## Verspreiding en leefgebied
Puntig buiswier is oorspronkelijk afkomstig uit het noordwesten en noordoosten van de Grote Oceaan. Het werd waarschijnlijk in de Europese wateren (onder andere België en Nederland) geïntroduceerd samen met Japanse oesters of doordat het wier zich vasthechtte op scheepsrompen. Deze soort groeit meestal op harde substraten (natuurlijk of kunstmatig) of komt voor op andere organismen, zoals oesters en andere wieren.